# Kay Bojesen

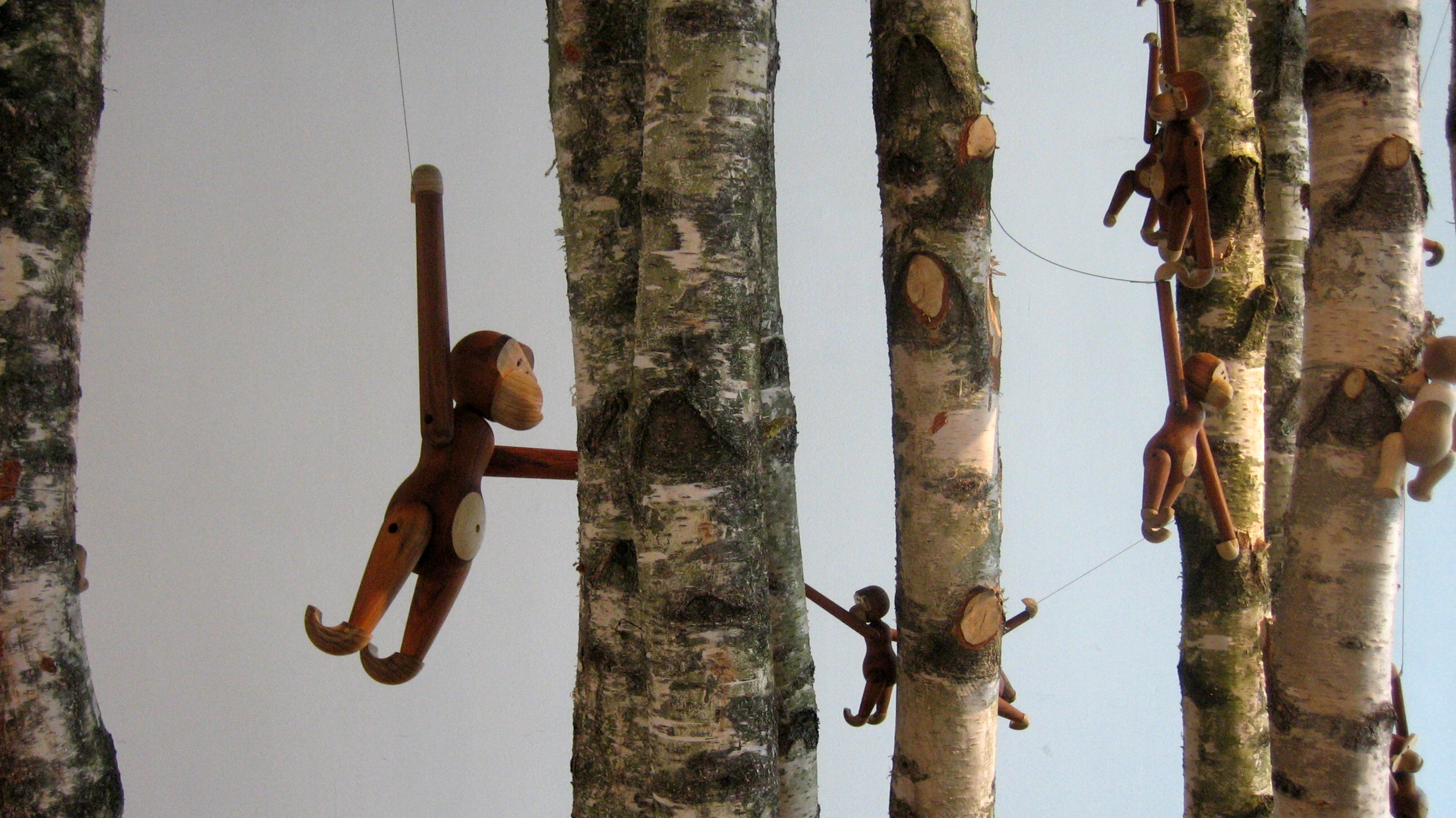
Singes en bois créés par Kay Bojesen en 1951.

Kay Bojesen est un designer danois né le 15 août 1886 à Copenhague et mort le 28 août 1958 à Gentofte.